# Katzenfrette
Katzenfrette (Bassariscus) sind eine als besonders ursprünglich angesehene Gattung der Kleinbären (Procyonidae). Die Gattung ist fossil seit dem Miozän nachgewiesen. Heute gibt es zwei Arten dieser gestaltlich eher an Schleichkatzen erinnernden Tiere:
- Nordamerikanisches Katzenfrett (Bassariscus astutus)
- Mittelamerikanisches Katzenfrett (Bassariscus sumichrasti)

## Merkmale
Katzenfrette haben große Ohren und Augen sowie eine spitze Schnauze; das Gesicht hat eine weißlich-schwarze Zeichnung. Ansonsten ist das Fell oberseits beigefarben und unterseits weißlich. Auffällig ist der schwarz-weiß gebänderte Schwanz, der dem Katzenfrett im Englischen den Namen „Ringtail“ oder „Ring-tailed Cat“ verliehen hat. Die beiden Arten sind nur schwer voneinander zu unterscheiden; beim Mittelamerikanischen Katzenfrett ist das Fell eine Spur dunkler. Vor allem kann nur das Nordamerikanische Katzenfrett seine Krallen einziehen; das Mittelamerikanische Katzenfrett vermag dies nicht. Das Nordamerikanische Katzenfrett erreicht eine Kopfrumpflänge von 30 bis 37 Zentimetern, eine Schwanzlänge von 31 bis 44 Zentimetern und ein Gewicht von 0,87 bis 1,1 Kilogramm. Die mittelamerikanische Art ist mit Kopfrumpflängen von 38 bis 50 Zentimetern und Schwanzlängen von 39 bis 55 Zentimetern etwas größer.

## Lebensraum
Das Nordamerikanische Katzenfrett bewohnt den Südwesten der USA und den Norden Mexikos. Das Mittelamerikanische Katzenfrett ist vom Süden Mexikos bis nach Panama verbreitet. Während die erste Art als Habitat Steppen und Buschland bevorzugt, ist die mittelamerikanische Art ein Bewohner tropischer Regenwälder.

## Lebensweise
Katzenfrette sind Allesfresser. Sie jagen nach Kleinsäuger, Vögeln und Insekten und rauben Vogelnester aus; daneben fressen sie Beeren und Obst.
Die großen Augen weisen das Katzenfrett als nachtaktives Tier aus. Es ruht in Höhlen, die in etwa 4 m Höhe liegen und sich entweder in Bäumen, Felsen oder Säulenkakteen befinden. Beim Schlafen legt es den Schwanz wärmend um den Körper.

## Fortpflanzung
In einem Wurf befinden sich zwei bis vier Junge, die nach etwa 51 bis 65 Tagen Tragzeit zur Welt kommen. Sie sind anfangs blind und hilflos. Im Alter von acht Wochen erlangen sie die Fähigkeit, das Nest zu verlassen und das Muttertier zu begleiten. Nach vier Monaten sind sie selbständig.
In menschlicher Obhut werden Katzenfrette über zwanzig Jahre alt. Wahrscheinlich fallen sie in freier Wildbahn viel früher einem Feind zum Opfer, z. B. einem Luchs oder einem Uhu.

## Katzenfrette und Menschen
Katzenfrette wurden zur Nagetierbekämpfung eingesetzt, ihr Fell wird in geringem Ausmaß kommerziell verwertet. In Mittelamerika wird auch ihr Fleisch gegessen.
Das Nordamerikanische Katzenfrett hat im 20. Jahrhundert sein Verbreitungsgebiet ausdehnen können und ist mittlerweile bis Kansas und Alabama verbreitet. Es ist gut erforscht und in seinem Lebensraum wohlbekannt, es zählt zu den weit verbreiteten und nicht gefährdeten Arten.
Das Mittelamerikanische Katzenfrett hingegen ist seltener und wird durch Waldrodungen zunehmend in seinem Bestand bedroht; die IUCN listet es als gering gefährdet (Least Concern).

## Benennung
Die deutsche Bezeichnung rührt daher, dass die äußerlich an Katzen erinnernden Tiere ähnlich wie Frettchen zur Nagetierjagd eingesetzt wurden. Manchmal findet sich auch die Bezeichnung „Cacomistle“ oder „Kakamizli“, die aus der indianischen Nahuatl-Sprache stammt und so viel wie „halber Puma“ bedeutet. Im Englischen werden sie entweder als „cacomistle“ oder aufgrund ihres Ringelschwanzes als „ringtails“ bezeichnet. Da sie in den USA bis ins 20. Jahrhundert hinein zur Nagerbekämpfung in Bergwerken eingesetzt wurden, haben sie auch den Namen „Miner's cats“ erhalten. Ein weiterer Name, „Civet cat“, ist dem Umstand zu verdanken, dass die Tiere aus den Analdrüsen einen moschusartigen Geruch verströmen können. Der Name kann allerdings zu Verwechslungen mit den zu den Schleichkatzen gehörenden Zibetkatzen führen.